# 戸嶋直樹
戸嶋 直樹（としま なおき）は日本の化学者である。山陽小野田市立山口東京理科大学名誉教授、同大学先進材料研究所長。宇部興産学術振興財団理事。元東京大学工学部教授。

## 研究
山口県出身。大阪大学大学院博士課程修了後、東京大学工学部に助手として赴任。カナダ・ケベック州に留学。東京大学での助手、助教授時代、人工酵素に関する研究をしていた際に、貴金属イオンを高分子の存在下、アルコール中で加熱還流することにより、高分子保護金属ナノ粒子を安定に再現性よく調製できることを発見した。以後、金属ナノ粒子の研究に長く従事し、その分野の日本での権威である。
白金族のナノ粒子が良好な均一触媒になることを見いだし、さらに貴金属同士の合金触媒の設計、応用と構造解析に深く従事した。構造解析では、特にKEKのEXAFSを用いて微細な構造を決定し、有名な物として、「コアーシェル」構造があげられる。その他、液晶の高速化へのナノ粒子の利用、導電性高分子による熱電変換などユニークな研究でリードしている。

## 表彰歴
- 高分子学会賞
- 日本化学会学術賞
- 高分子学会功績賞

などを受賞。

## 関係者
- 白石幸英 - 山陽小野田市立山口東京理科大学教授
- 大瀧倫卓 - 九州大学 総合理工学研究院 教授
- 朝倉清高 - 北海道大学 触媒科学研究センター 教授